# Rhopalodinidae
De Rhopalodinidae zijn een familie van zeekomkommers uit de orde Dendrochirotida.

## Geslachten
- Rhopalodina Gray, 1853
- Rhopalodinaria Cherbonnier, 1970
- Rhopalodinopsis Heding, 1937